# Liste der Members des Order of Canada/F
Diese Liste gibt einen Überblick aller Personen, denen die Auszeichnung Member of the Order of Canada verliehen wurde.

## F
1. Mary Fabian
2. Ronald A. Fabro
3. Pierre Fafard
4. Frank F. Fagan
5. Lila Sied Ameen Fahlman
6. Gordon S. Fahrni
7. Joyce Fairbairn (2015)
8. Donald E. Fairfax
9. Gathie Falk
10. Mary Lou Fallis
11. Anne Fanning
12. John Fanning
13. Wadih M. Fares (2012)
14. Joanne Farley
15. William Alexander Farlinger
16. Alfred W. Farmer
17. Kenneth P. Farmer
18. Robert Farnon
19. Josée Faucher
20. Paul Fazio
21. Tibor Feheregyhazi
22. Zane Feldman
23. Brian A. Felesky
24. Stephanie L. Felesky
25. Fraser Matthews Fell
26. Terence Rae Fellows
27. Jack T.H. Fenety
28. Elizabeth Feniak
29. Bunny Ferguson
30. Edith A. Ferguson
31. Edra Sanders Ferguson
32. George Gordon Ferguson
33. Ivan Graeme Ferguson
34. John T. Ferguson (2011)
35. Maynard Ferguson
36. Robert R. Ferguson
37. Mary Ferguson-Paré (2011)
38. C. Bruce Fergusson
39. Marcien Ferland
40. Aurèle Ferlatte
41. Georgette Ferlatte
42. Solange Fernet-Gervais
43. Florence Fernet-Martel
44. W. Paterson Ferns
45. Vincenzo Ficocelli
46. Cecil Fielding
47. Anthony (Tony) Fields (2012)
48. George A. Fierheller
49. Philippe Filion
50. Eugenie B. Fillier
51. Gary Filmon
52. Janice Clare Filmon
53. Bernard Finkelstein
54. A. Joy Finlay
55. Thelma Finlayson
56. Douglas Firth
57. Sharon Anne Firth
58. Shirley Firth
59. Sheila Leah Fischman
60. Aileen A. H. Fish
61. Hugh Fisher
62. Lenah Fisher
63. W. Allen Fisher
64. John R. Fiske
65. Mel Fitzgerald
66. William Fitzgerald
67. Gerald Michael FitzGibbon
68. Noreen Flanagan
69. Lucinda Flemer (2014)
70. Aida Flemming
71. Brian Flemming
72. John G. Flemming
73. Stephen M. Fletcher
74. Leonard G. Flett
75. Marielle Fleury
76. F. Morris Flewwelling
77. A. L. Flood
78. George M. Flood
79. Lawrence Batiste Flood
80. Bessie Flynn
81. Frank D. Fogwell
82. Folke Gunnar S. Folkestone
83. Louise Forand-Samson (2013)
84. Joan Ford
85. Marguerite Ford
86. Gérard Forest
87. Louise Forestier (2013)
88. Maurice Forget
89. Thomas De Vany Forrestall
90. R. Roy Forster
91. Malcolm Forsyth
92. Jacques E. Fortier
93. Michèle Fortin (2015)
94. Charles Henry Foss
95. Lucien Foucreault
96. Arthur Fouks
97. Joella Foulds (2011)
98. Fred S. Fountain
99. Margaret Fountain (2015)
100. Guy Fournier
101. L. Jean Fournier
102. Marguerite Fournier
103. Jean-Claude Fouron
104. Edith Fulton Fowke
105. John Fox
106. Waldron N. Fox-Decent
107. Dorothy Maquabeak Francis
108. Jacques-G. Francoeur
109. Jeannette L. Francoeur
110. Geno F. Francolini
111. Cyril Basil Frank (2014)
112. Colin A. Franklin
113. Mitchell Franklin
114. Frank Frantisak
115. Anne Archibald Fraser
116. Barbara Jean Fraser
117. David Fraser
118. Felix R. Blache Fraser
119. Irene Fraser (2014)
120. John Anderson Fraser
121. Pierre Fréchette
122. Gerald L. Freed
123. Laurence Freeman
124. Myra Freeman
125. Shirley Freer
126. Douglas Edgar Fregin (2015)
127. J. Barry French
128. Eira (Babs) Friesen
129. John K. Friesen
130. Olaf Friggstad
131. Donald Frisby
132. Royce Frith
133. Murray Frum
134. John Leslie Fryer
135. Olga Fuga
136. Paul Fugère
137. Lockhart Ross Fulton
138. Marion Fulton
139. Lori Fung
140. George M. Furnival
141. Richard W. Fyfe
142. Kenneth Fyke